# Hichem Belkaroui
Hichem Belkaroui est un footballeur international algérien né le 24 août 1990 à Oran. Il évolue au poste de défenseur central. à l'ASM Oran.
Il compte 9 sélections en équipe nationale depuis 2015.

## Statistiques
| Saison                | Club                  | Championnat           | Championnat | Championnat | Coupe(s) nationale(s) | Coupe(s) nationale(s) | Compétition(s) continentale(s) | Compétition(s) continentale(s) | Compétition(s) continentale(s) | Total | Total |
| Saison                | Club                  | Division              | M.          | B.          | M.                    | B.                    | Comp.                          | M.                             | B.                             | M.    | B.    |
| 2009-2010             | ASM Oran              | 2                     | -           | -           | -                     | -                     | -                              | -                              | -                              | 0     | 0     |
| 2010-2011             | ASM Oran              | 2                     | -           | -           | -                     | -                     | -                              | -                              | -                              | 0     | 0     |
| 2011-2012             | WA Tlemcen (prêt)     | 1                     | 17          | 1           | 0                     | 0                     | -                              | -                              | -                              | 17    | 1     |
| 2012-2013             | USM El Harrach        | 1                     | 28          | 3           | 1                     | 0                     | -                              | -                              | -                              | 29    | 3     |
| 2013-2014             | USM El Harrach        | 1                     | 20          | 2           | 0                     | 0                     | -                              | -                              | -                              | 20    | 2     |
| 2014-2015             | Club africain         | 1                     | 21          | 0           | 1                     | 0                     | C3                             | 2                              | 0                              | 24    | 0     |
| 2015-2016             | Club africain         | 1                     | 8           | 1           | 0                     | 0                     | -                              | -                              | -                              | 8     | 1     |
| 2015-2016             | CD Nacional           | 1                     | 10          | 0           | 0                     | 0                     | -                              | -                              | -                              | 10    | 0     |
| 2016-2017             | ES Tunis              | 1                     | 11          | 0           | 4                     | 0                     | C1                             | 0                              | 0                              | 15    | 0     |
| 2017-2018             | Moreirense FC         | 1                     | 16          | 0           | 3                     | 0                     | -                              | -                              | -                              | 19    | 0     |
| 2018-2019             | Al Raed               | 1                     | 19          | 1           | 3                     | 0                     | -                              | -                              | -                              | 22    | 1     |
| 2019-2020             | USM Alger             | 1                     | 4           | 0           | 1                     | 0                     | C1                             | 1                              | 0                              | 6     | 0     |
| 2020-2021             | MC Oran               | 1                     | 13          | 1           | 0                     | 0                     | -                              | -                              | -                              | 13    | 1     |
| 2021-2022             | ES Sétif              | 1                     | 20          | 0           | 0                     | 0                     | C1                             | 9                              | 0                              | 29    | 0     |
| 2022-2023             | Al Aïn                | 1                     | 15          | 0           | 0                     | 0                     | -                              | -                              | -                              | 15    | 0     |
| Total sur la carrière | Total sur la carrière | Total sur la carrière | 202         | 9           | 13                    | 0                     | -                              | 12                             | 0                              | 227   | 9     |

### Matchs internationaux
En prévision de la Coupe d'Afrique des nations 2017 au Gabon, le joueur figure dans la liste des 23 joueurs algériens convoqués par le sélectionneur national Georges Leekens.
Le tableau suivant liste les rencontres de l'équipe d'Algérie dans lesquelles Hichem Belkaroui est sélectionné depuis le 9 octobre 2015 jusqu'à présent.

## Palmarès

### En club
USM El Harrach :
- Ligue 1
  - Vice-champion : 2013.

 Club africain :
- Ligue I (1)
  - Champion : 2015.

 ES Tunis :
- Ligue I (1)
  - Champion : 2017.

- Coupe de Tunisie (1)
  - Vainqueur : 2016.

### Carrière internationale
- Vainqueur de la Coupe du monde militaire en 2011 avec l'Algérie.